# LBV 1806-20
LBV 1806-20 は、地球から銀河系の中心方向へ約28,000光年離れた位置にある高光度青色変光星（LBV）の候補とされる連星と思われる恒星である。可視光線は全体の10億分の1未満しか地球に届かないため、可視光線での観測は不可能である。
LBV 1806-20は発見された当初、観測史上最も光度の大きい恒星で、太陽の4000万倍もの光度を持つと考えられていた。しかし最近の推定で、LBV 1806-20がより地球に近い位置にあり、さらに連星であるという特性を考慮した結果、銀河系内においていくつかある非常に明るい恒星程度の光度しかないことが判明した。その光度は太陽の200万倍とされており、銀河系内においては最も明るい恒星の1つである。

## 位置
LBV 1806-20はG10.0-0.3と呼ばれる星雲の中心部にあり、この星雲は恒星風によってエネルギーを供給されていると考えられている。LBV 1806-20は、散開星団1806-20星団のメンバーであり、この星団自体も銀河系で特に大きなHII領域の一つであるWesterhout 31に含まれる。1806-20星団は4つのウォルフ・ライエ星や、いくつかのOB型星、マグネター（SGR 1806-20）を含む非常に珍しい特殊な天体から構成されている。

## スペクトル
LBV 1806-20のスペクトル分類は不確かであり、おそらく可変的なものであるとされている。スペクトル上の赤外線He I線の等価幅に基づいて、LBV 1806-20のスペクトル分類はO9型からB2型の範囲内であるとされている。LBV 1806-20のスペクトルは、水素のパッシェン系列およびブラケット系列で強い輝線を示しているが、ヘリウムやFe II、Mg II、Na Iの輝線も示されている。これらの輝線は広く不均一なプロファイルを持ち、一部はP Cyg プロファイルの特性も示している。高分解能スペクトルでは、He Iの吸収線の一部が二重になっていることが示されている。

## 特性
LBV 1806-20は波長2 μmの近赤外線波長では8等級の明るさで見えるが、可視光線での明るさは約35等級と計算されており、現在の観測機器では可視光線で観測する事はできない。銀河系の中心方向に分布している塵は、約29等級分の明るさの可視光線を吸収してしまうため、LBV 1806-20のほとんどの観測は赤外線望遠鏡を用いて行われる。その光度とスペクトル分類から、高光度青色変光星（LBV）であることが疑われているが、これまで特徴的な測光および分光の変動は観測されていないため、名称に「LBV」とあるが、あくまで高光度青色変光星の候補であると位置づけられている。

## 伴星
スペクトル内のHe Iの吸収線が二重になっていることや、質量、光度および年齢の推定値が一致しないことから、LBV 1806-20は連星であると考えられている。しかし、スペクトルの輝線は単一しか見られないため、高光度青色変光星からのものと予想される高密度の恒星風は、1つの恒星のみが放出しているようにみえる。